# Irina Bokova
Irina Georgieva Bokova (tiếng Bungary: Ирина Георгиева Бокова) (sinh 12 tháng 7 năm 1952) là một chính trị gia Bungary. Bà là phụ nữ đầu tiên được cử đứng đầu tổ chức văn hóa, giáo dục, khoa học của thế giới.

## Thời thơ ấu và những năm đầu
Bokova có chồng và hai con, có nhiều lợi thế. Bà từng là sinh viên tại Mạc Tư Khoa, rồi tại Hoa Kỳ (trong đó có Đại học Harvard). Bà cũng đã từng là ngoại trưởng của Bungary trong sáu tháng (1996-1997). Bokova nói giỏi tiếng Pháp, quốc gia của bà là thành viên của tổ chức những nước nói tiếng Pháp francophonie. Từ năm 2005, bà là đại sứ tại Pháp và đồng thời là đại sứ tại Tổ chức Giáo dục, Khoa học và Văn hóa Liên Hợp Quốc. Bokova được giới quan sát đánh giá là rất hoạt động, biết rành rẽ cách điều hành của Tổ chức Giáo dục, Khoa học và Văn hóa Liên Hợp Quốc.

## Nghề nghiệp

### Chi nhánh Đảng
Đảng Cộng sản Bungary - 1980-1990 

Đảng Xã hội Bungary - 1990-nay

### Tổ chức Giáo dục, Khoa học và Văn hóa Liên Hợp Quốc
Ngày 22 tháng 9 năm 2009, Bokova thắng cử trong một cuộc bầu cử hết sức gay go. Năm lần bầu giữa tám ứng viên không ai được đa số phiếu của 58 thành viên chính thức của hội đồng điều hành tổ chức quốc tế này. Người nổi nhất lúc ban đầu là Farouk Hosni, bộ trưởng Văn hóa Ai Cập, được sự ủng hộ của nước Pháp. Nicolas Sarkozy hứa chắc với Tổng thống Hosni Moubarak, đồng chủ tịch của Liên minh Địa Trung Hải (Union pour la Méditerrannée) sẽ bỏ phiếu cho ông này.
Bokova được sự ủng hộ của Simone Veil, cựu bộ trưởng, thành viên hàn lâm viện Pháp. "Irina Bokova đã nỗ lực trong cuộc vận động tự do, dân chủ cho Bungary, và đưa nước này đến với thế giới. Theo tôi, bà là người xứng đáng nhất trong vai trò này." Simone Veil nhận định. Tổng Giám đốc Tổ chức Giáo dục, Khoa học và Văn hóa Liên Hợp Quốc (Organisation des Nations Unies pour l'éducation, la science et la culture) có nhiệm kỳ bốn năm, tái cử một lần. TGĐ tiền nhiệm là Koichiro Matssura, được bầu năm 1999.